# Зегаани
Зегаани (груз. ზეგაანი) — село в Грузии. Находится в Гурджаанском муниципалитете края Кахетия. Высота над уровнем моря составляет 460 метров. Население — 443 человек (2014).